# Jean-Alain Fanchone
Jean-Alain Fanchone (Mulhouse, 2 settembre 1988) è un ex calciatore francese, di ruolo difensore.

## Carriera
Terzino sinistro, e mancino naturale, Fanchone cresce calcisticamente nello Strasburgo dove firma, nel 2008, il suo primo contratto da professionista. E con la formazione alsaziana, il nuovo arrivato in casa Udinese, debutta nell'agosto dello stesso anno nel match di Ligue 2 contro il Digione e in due stagioni scende in campo in 59 occasioni, segnando una rete, prima di approdare in Ligue 1 dove viene schierato 21 volte con la maglia dell'Arles.
Negli ultimi mesi del 2011 arriva in prova a Udine dove Francesco Guidolin lo prova nell'amichevole contro i croati del Rijeka e dà il via libera al suo tesseramento.
Il 31 agosto 2012 viene ceduto in prestito agli inglesi del Watford. Il 16 gennaio 2013 conclusosi il suo prestito al club inglese, ritorna all'Udinese che a sua volta lo cede in prestito fino a fine stagione al Nimes, società di seconda divisione francese, qui decide di vestire la maglia numero 3.
Nella sua carriera, inoltre, Fanchone vanta una presenza nella Nazionale Under 18 francese e cinque convocazioni nella selezione transalpina Under 19.